# Saleen S7
Saleen S7 je americký ručně vyráběný vysoce výkonný supersportovní automobil navržený a vyrobený společností Saleen Automotive Inc. Prvotní koncept i s motorem navrhl Steve Saleen, o financování se postarala společnost Hidden Creek Industries, společnost Ray Mallock Ltd. (RML) navrhla podvozek, vyladila odpružení a vylepšila aerodynamiku a Phil Frank navrhl interiér. Jednalo se o první vůz kompletně postavený Saleenem a o teprve třetí produkční americký vůz s motorem uprostřed po Vectoru W8 a M12. Vůz byl přestaven 19. srpna 2000 v Monterey. Celohliníkový motor je postaven na konstrukci 351 Windsor od Fordu. Motor produkuje 550 koní (410 kW) při 6400 ot/min. V roce 2005 dostalo S7 výkonnější pohonnou jednotku twin-turbo, která zvýšila výkon na 750 koní (559 kW) a nejvyšší rychlost na 399 km/h.
Stříbrný Saleen S7 modelového roku 2004 si zahrál ve filmu Božský Bruce.

## Přehled

### Exteriér

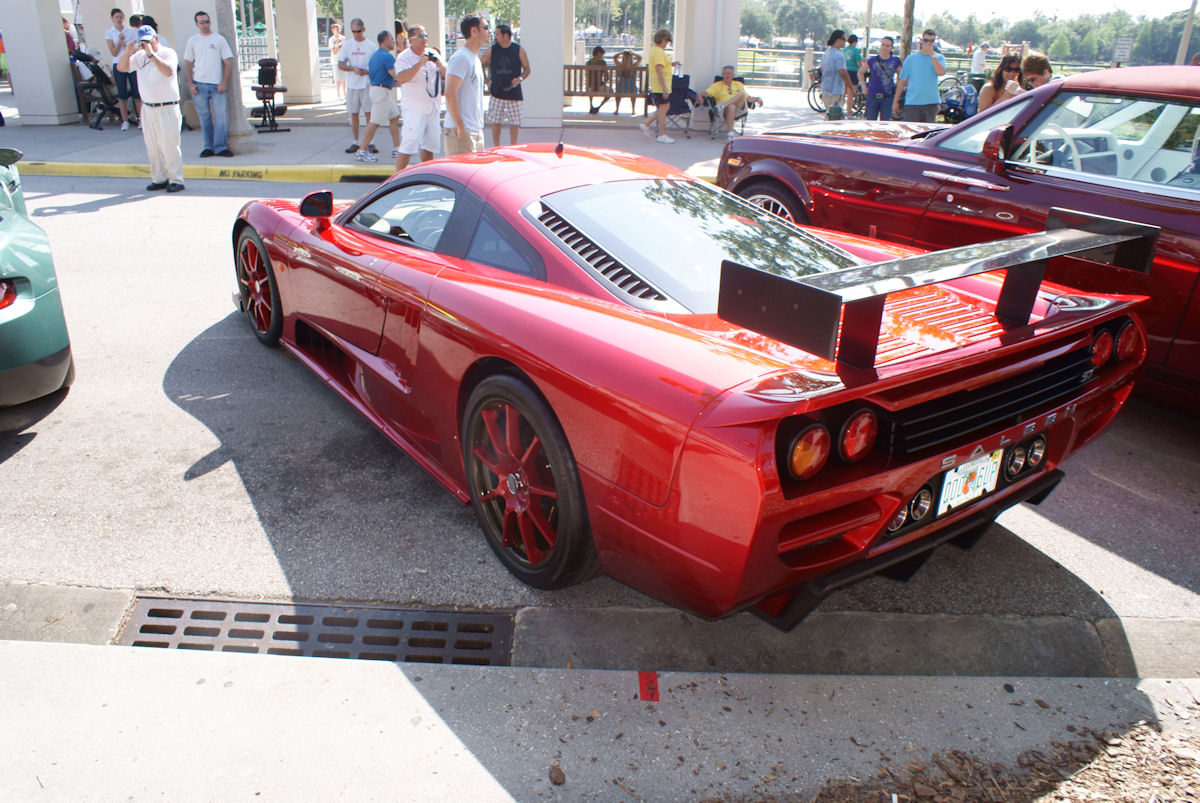
Saleen S7

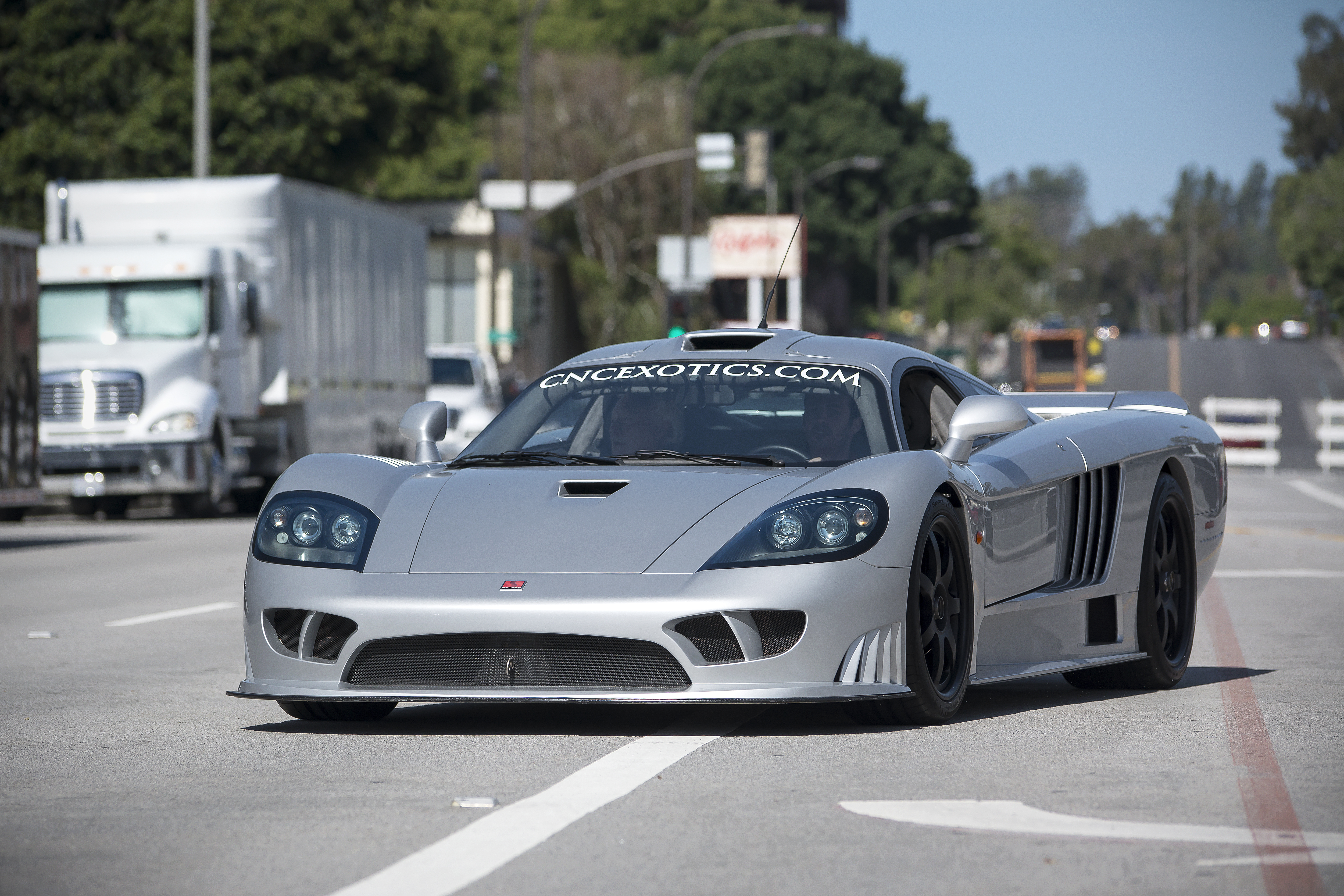
stříbrný Saleen S7

Karoserie automobilu, vyrobená výhradně z uhlíkových vláken, používá velké množství aerodynamických prvků včetně spojlerů či krytů nasávání na kapotě a střeše.

### Interiér
Interiér Saleenu S7 byl navržen tak, aby byl jak luxusní, tak funkční. Střídá se zde kůže s hliníkem. Vůz byl dodáván se sadou zavazadel přizpůsobených na míru. Díky motoru uprostřed má vozidlo dva zavazadlové prostory, jeden vepředu a jeden vzadu. Do základní výbavy patří LCD monitor, zadní kamera, vyjímatelný volant a rychloměr do 390 km/h. Kabina je asymetrického uspořádání - sedadlo řidiče je umístěno blíže ke středu vozu, aby se zlepšila viditelnost a vycentrovala jeho hmotnost ve vozidle.

### Šasi
Podvozek používá konstrukci sestavenou z 4130 lehkých ocelových a hliníkových voštinových kompozitních výztužných panelů. Je rozdělena na podsestavy upevněné pomocí šroubů, což umožňuje rychlý přístup k důležitým součástkám. Tato konstrukce zároveň přispívá k nízké hmotnosti vozidla 1300 kilogramů.

### Výkon
S7 s atmosférickým motorem zrychluje z 0 na 100 km/h za 3,3 sekundy a na 160 km/h za 7,1 sekund.  Čtvrt míle (402 metrů) vůz zvládne za 11,35 sekund a dosáhne rychlosti 206 km/h. Maximální rychlost vozidla činí 354 km/h.

### Elektrický systém
Standardní elektronika zahrnuje: elektricky ovládaná okna, centrální zamykání dveří, dveře ovládané dálkovým ovládáním, elektrické otevírání kapoty, zavazadlového prostoru a motorového prostoru, elektrický posilovač řízení, elektronicky vyhřívané přední okno, zpětnou kameru a výklopný monitor s navigací.

## S7 Twin Turbo
Saleen S7 Twin Turbo je vylepšená a silnější verze původního Saleenu S7.

### Změny
Motor je vylepšen dvojitým turbodmychadlem výrobce Garrett, čímž došlo ke zvýšení maximálního výkonu na 750 koní (559 kW) při 6 300 ot/min a maximálního točivého momentu na 949 ‎N⋅m při 4 800 ot/min. Došlo také k přepracování předního a zadního difuzoru a zadního spoiler, čímž se zvýšil přítlak o 60%.

### Výkon
- 0–60 mph (0–97 km/h): 2,8 sekundy[9]
- 0–100 mph (0–161 km/h): 5,9 sekundy
- 0–200 mph (0–322 km/h): 27 sekund
- ¼ míle (402 m): 10,5 sekundy
- Maximální rychlost: 399 km/h[10]

### Edice Competition Package
V roce 2006 začal Saleen pro S7 Twin Turbo nabízet volitelný balíček Competition Package. Balíček nabízí zvýšení výkonu o 33% na celkem 1000 koní (746 kW), vylepšené odpružení, vylepšený přední a zadní difuzor a volitelný aerodynamický balíček s předními a zadními spoilery z uhlíkových vláken.

## S7R

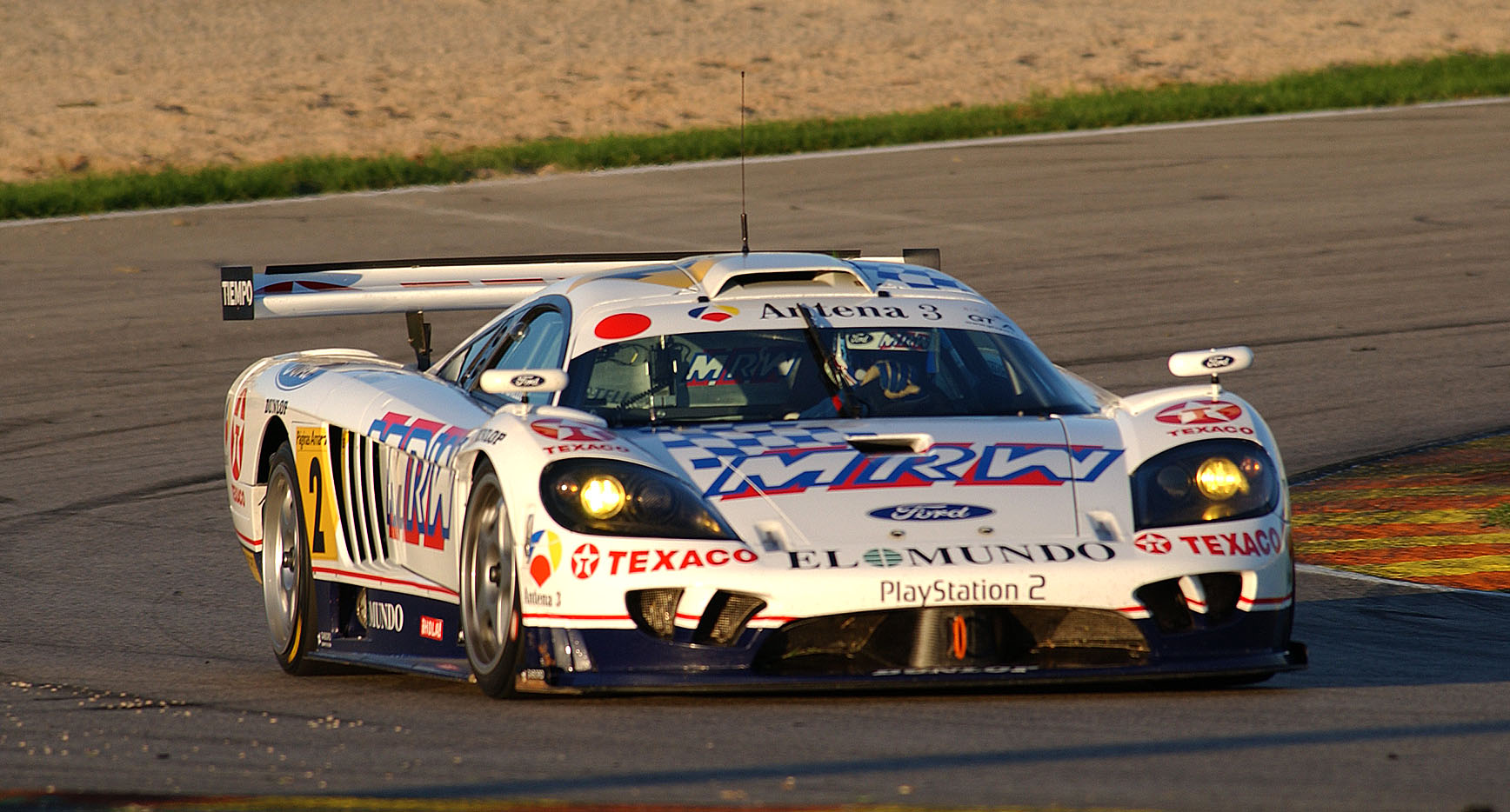
Saleen S7R

Saleen S7R je závodní verze modelu S7, produkovaná od roku 2000 do roku 2007. Vůz byl navržen pro vytrvalostní závody jako například 24 hodin Le Mans, American Le Mans Series nebo FIA GT. Několik prvních S7R sestavila společnost Ray Mallock Ltd. pod dohledem technického týmu Saleen ve svých dílnách v Británii, později Saleen převzal veškerou montáž S7R a v roce 2006 sestavil zbytek vozů společně s francouzským konstruktérem závodních speciálů Oreca. Celkově bylo vyrobeno čtrnáct kusů S7R a všechny kusy byly použity v závodech.

### Historie závodů
První S7R sestavený společností Ray Mallock Ltd. byl dokončen na konci roku 2000 a byl okamžitě odeslán do Spojených států, aby debutoval v závodě série American Le Mans Series (ALMS) na trati Laguna Seca Raceway. Vozidlo bylo registrováno pod týmem Saleen-Allen Speedlab a skončilo na 26. místě. V roce 2001 byly dokončeny vozy pro zákaznické týmy, které s S7R po odkoupení absolvovaly různé šampionáty: tým Fordahl Motorsports závodil v Grand American Road Racing Championship, tým RML v European Le Mans Series (ELMS) a tým Konrad Motorsport v ALMS a ELMS.
S7R rychle prokázalo své schopnosti, když vůz týmu Konrad skončil na celkovém šestém místě v závodě 12 hodin Sebringu a získal vítězství ve třídě. Vůz týmu Fordahl vyhrál sedm závodů Grand American a skončil na druhém místě v šampionátu své třídy. Vůz týmu RML vyhrál čtyři závody ELMS a vyhrál šampionát o pouhý bod nad Saleeny Konrad. Vůz týmu Saleen-Allen Speedlab také dosáhl úspěchu, když skončil na 3. místě ve své třídě v závodě 24 hodin Le Mans (celkové 18. místo).

Posledního světového závodu se vůz účastnil v roce 2010 pod týmem Larbre Compétition - závodu 24 hodin Le Mans. V posledním závodě také dosáhl svého největšího úspěchu, když dosáhl vítězství ve třídě LMGT1 v tomto prestižním závodě. 

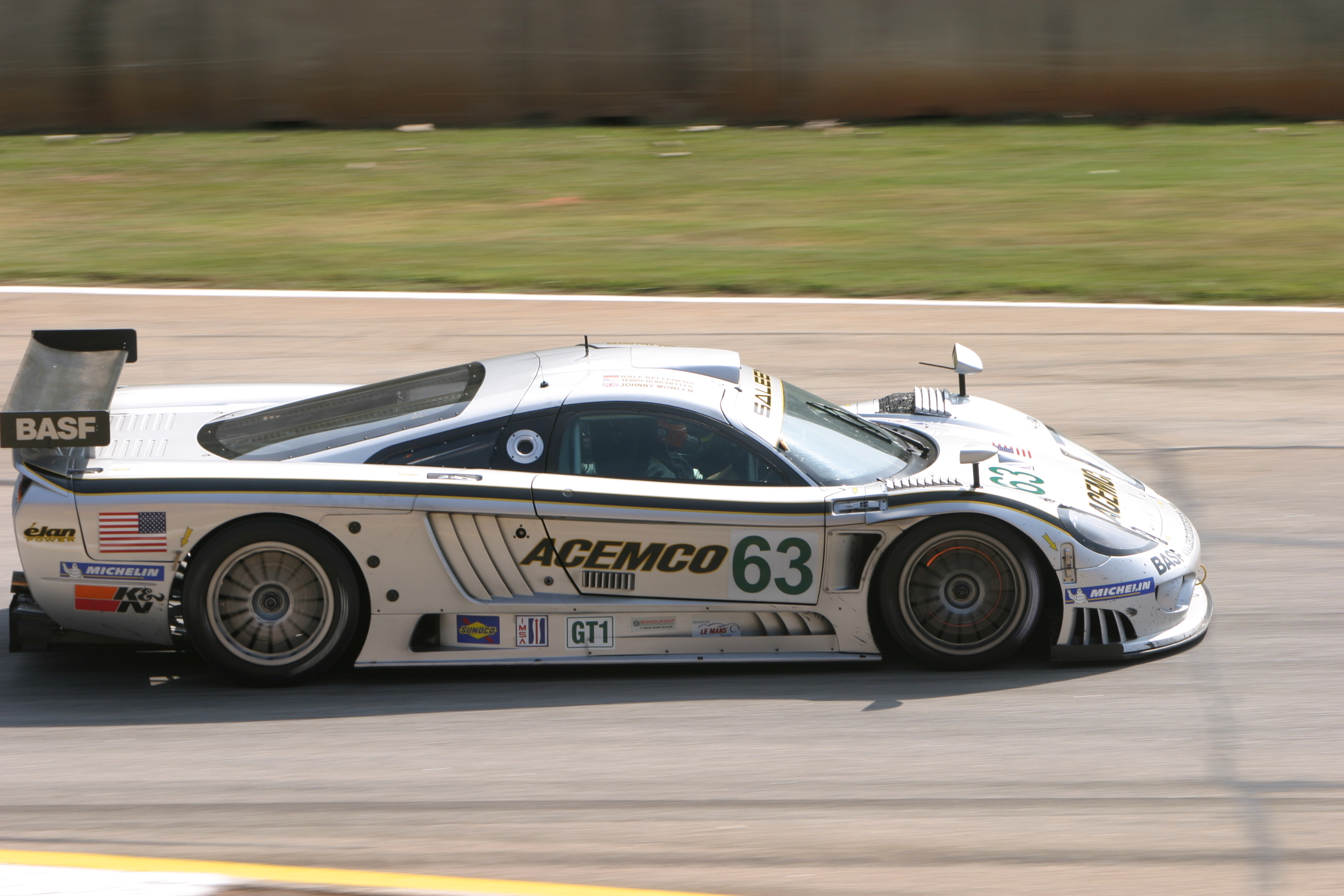
S7R týmu ACEMCO Motorsports v závodě 2005 Petit Le Mans.
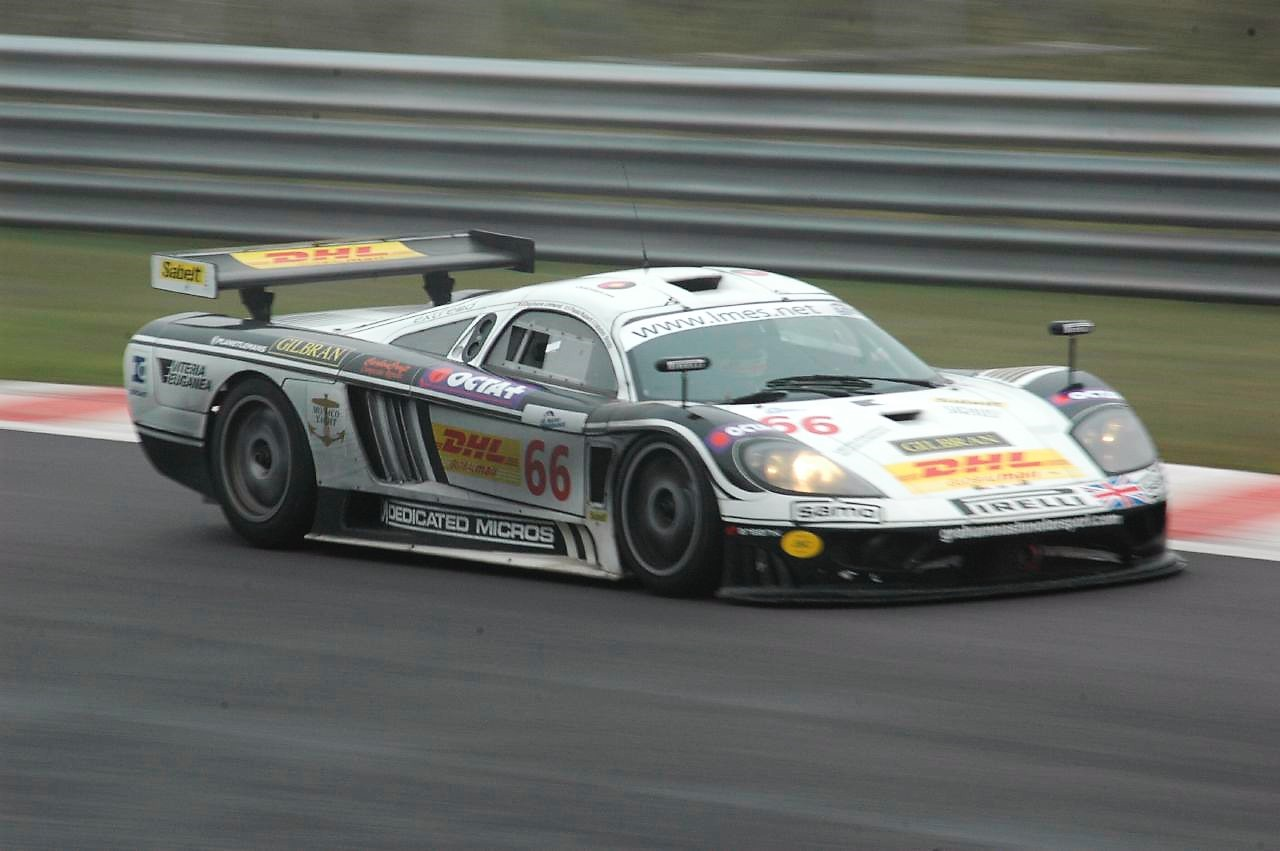
S7R týmu Graham Nash Motorsport v závodě 2005 1000km of Spa
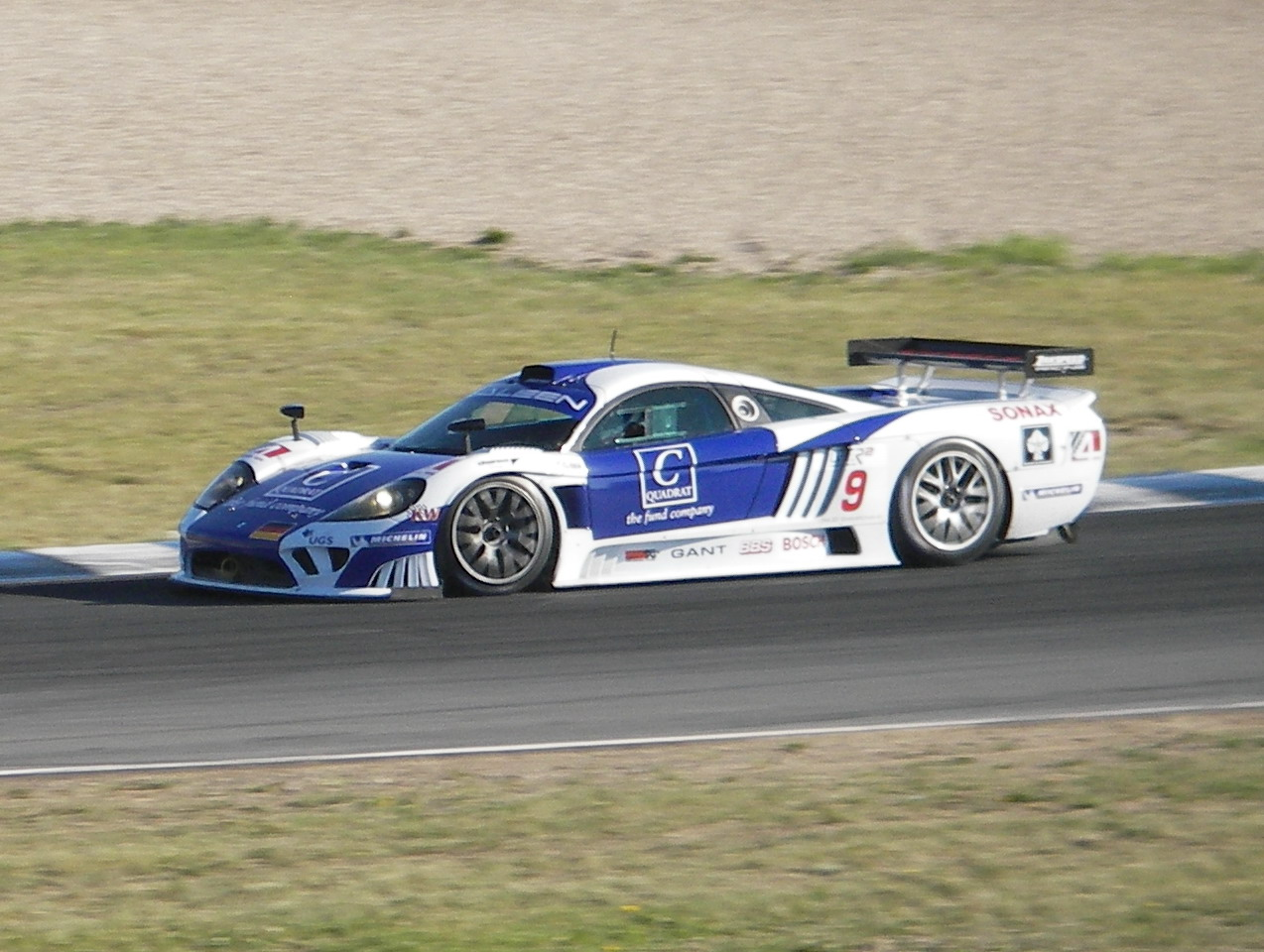
S7R týmu Zakspeed v závodě FIA GT 2006 Oschersleben 500km.